# 彭渝
彭渝（1954年7月—），重庆人，汉族，中华人民共和国政治人物、第十二届全国人民代表大会四川地区代表。

## 生平
1974年，彭渝成为四川省秀山县宋农公社（今重庆市）的一名知青，并于翌年加入中国共产党。1976年，他离开秀山，加入四川省涪陵地区国营企业816工厂，随后又转职至嘉陵机器厂，历任该厂技术员、厂团委书记、厂体改办主任。1984年，他来到成都市，出任共青团四川省委副书记、省青年联合会副主席、主席。期间，他曾于1990年至1991年外放至乐山市，出任中共乐山市委常委，并兼任沙湾区党委副书记。1991年，升任共青团四川省委书记。
1995年3月，彭渝外放至广元市，担任中共广元市委副书记，并于翌年转任同市市委书记。2002年，回到成都市，出任中共四川省委副秘书长。2004年，转任四川省经济委员会主任。2008年，彭氏转任四川省人民政府国有资产监督管理委员会主任、党委副书记。并于同年首次当选为全国人大代表，代表四川选区。
2011年，彭渝当选为四川省人大常委会副主任，跻身副省级干部，并于2013年再度当选为全国人大代表。2018年，换届卸任四川省人大常委会副主任一职。